# Ludwig Müffelmann

Ludwig Müffelmann als Mitglied der Burschenschaft Arminia Leipzig im Jahre 1874

Ludwig Müffelmann (* 10. August 1853 in Schwerin; † 6. April 1927) war ein deutscher Freimaurer, Journalist und Schriftsteller.

## Leben
Ludwig Müffelmann wurde als Sohn und jüngeres Kind des großherzoglichen Hofküchenverwalters Wilhelm Müffelmann (* 1807) in Schwerin geboren. Nach seinem Abitur am Fridericianum Schwerin studierte Ludwig Müffelmann in Leipzig von 1873 bis 1875 Philologie und Archäologie und ging anschließend nach Rostock. Dort wurde er 1876 mit einer Arbeit über die Reim-Chronik des Marschalk Thurius promoviert. 19. Mai 1873 wurde er aktiv bei der Burschenschaft Arminia.
Er war Mitglied der Freimaurerloge Zu den drei Rosen in Rostock, Meister vom Stuhl der Loge Humanitas und erster Provinzialgroßmeister der Großloge von Hamburg. Er erregte Aufsehen mit der These, dass der Eintritt Italiens in den Ersten Weltkrieg ausschließlich das Werk der Freimaurer gewesen sei und dass die italienische Freimaurerei diese schwere Blutschuld auf sich geladen habe. Sein Sohn Leo Müffelmann war ebenfalls ein bekannter Freimaurer.
Er war Chefredakteur der Rostocker Zeitung und der Charlottenburger Zeitung „Neue Zeit“. Ab 1904 redigierte er die „Bausteine“, das offizielle Organ der Loge Kaiser Friedrich zur Bündnistreue.

## Schriften
- Die Reim-Chronik des Marschalk Thurius und ihre Quellen. Dissertation Universität Rostock 1876.
- Richard Wagner und die Entwicklung zur menschlichen Freiheit. Berlin 1903.
- Die italienische Freimaurerei und ihr Wirken für die Teilnahme Italiens am Kriege. Handschrift nur für Freimaurer, Alfred Unger, Berlin 1915.
- H.V. Roet de Rouet (Hrsg.), Die italienische Freimaurerei und ihr Wirken für die Teilnahme Italiens am Kriege. Essen 2014. ISBN 978-3-939413-44-8
- Der Bluntschli-Ausschuß der Deutschen Liga für Völkerbund. Berlin 1920.